# Electoral College (Indien)

Zusammensetzung des Electoral College

Das Electoral College (Wahlkollegium) in Indien ist ein in der indischen Verfassung definiertes Gremium, das den indischen Staatspräsidenten wählt. In seiner Funktion zur Präsidentenwahl ist es mit dem Electoral College in den Vereinigten Staaten vergleichbar, besteht jedoch aus gewählten Abgeordneten (und nicht nur aus Personen, die ausschließlich für die Präsidentenwahl zusammentreten).

## Zusammensetzung des Electoral College
Das Electoral College setzt sich aus allen gewählten Mitgliedern aller indischen Volksvertretungen zusammen. Dies sind im Einzelnen:
- die 543 gewählten Abgeordneten der Lok Sabha, der ersten Kammer des indischen Parlaments („Volksversammlung“),
- die 233 gewählten Abgeordneten der Rajya Sabha, der zweiten Kammer des indischen Parlaments („Staatenversammlung“),
- alle 4120 Abgeordneten sämtlicher Bundesstaaten und Unionsterritorien,[4] die eine gewählte Legislative besitzen (dies sind alle 29 Bundesstaaten und die zwei Unionsterritorien Delhi und Puducherry)

Insgesamt umfasst das Electoral College damit 4896 Abgeordnete. Durch ein ausgeklügeltes Verfahren der Stimmgewichtung wird gewährleistet, dass die 776 Parlamentarier des gesamtindischen Parlaments (Lok Sabha und Rajya Sabha) zusammengenommen dasselbe Stimmgewicht haben, wie die 4120 Parlamentarier aus den Bundesstaaten und Unionsterritorien.

## Stimmgewicht der Abgeordneten des Electoral College
Da die Abgeordneten jeweils von einer sehr unterschiedlichen Zahl von Wählern gewählt werden, haben sie ein unterschiedliches Stimmgewicht im Electoral College. Beispielsweise konnten bei der Parlamentswahl 2014 370.066 Wahlberechtigte in Sikkim einen Abgeordneten der Lok Sabha und 32 Abgeordnete des Regionalparlaments wählen, während in Andhra Pradesh (mit Telangana) knapp 65 Millionen Wahlberechtigte 42 Abgeordnete für die Lok Sabha und 294 Abgeordnete für das Regionalparlament wählten.

### Stimmgewicht der Abgeordneten der Regionalparlamente
Für das Stimmgewicht der Abgeordneten der Parlamente der Bundesstaaten und Unionsterritorien gilt:

“Every elected member of the Legislative Assembly of a State shall have as many votes as there are multiples of one thousand in the quotient obtained by dividing the population of the State by the total number of the elected members of the Assembly.”

„Jedes gewählte Mitglied eines Parlaments eines Staates soll so viele Stimmen haben, wie sich durch den Quotienten aus Bevölkerungszahl und Zahl der insgesamt in das Regionalparlament gewählten Abgeordneten und dividiert durch Tausend, ergibt.“

An einem konkreten Beispiel (Andhra Pradesh, 294 Abgeordnete für das Parlament von Andhra Pradesh, Einwohnerzahl im Jahr 1971: 43,5 Millionen) illustriert, ergibt sich für das Stimmgewicht eines Abgeordneten des Regionalparlaments:

{\displaystyle {\textrm {Stimmgewicht}}={\cfrac {\mbox{Gesamt-Einwohnerzahl von Andhra Pradesh}}{{\mbox{Zahl der Abgeordneten des Parlaments von Andhra Pradesh}}\times {1000}}}={\cfrac {\mbox{43,5 Mio}}{{\mbox{294}}\times {1000}}}\approx 147{,}97}

Die Nachkommastellen werden dabei in üblicher Weise gerundet. In diesem Beispiel ergibt sich ein Stimmgewicht von 148.
Im Einzelnen haben die Abgeordneten der Parlamente der Bundesstaaten und Unionsterritorien die in der folgenden Tabelle aufgeführten Stimmgewichte (Stand 2017).
| Nr.    | Bundesstaat oder Unionsterritorium | Zahl der gewählten Abgeordneten im jeweiligen Parlament | Bevölkerung nach dem Zensus von 1971 | Stimmgewicht eines einzelnen Abgeordneten | Stimmgewicht aller Abgeordneten des Bundesstaats oder Unionsterritoriums zusammengenommen |
| ------ | ---------------------------------- | ------------------------------------------------------- | ------------------------------------ | ----------------------------------------- | ----------------------------------------------------------------------------------------- |
| 1.     | Andhra Pradesh                     | 175                                                     | 27.800.586                           | 159                                       | 159 × 175 = 27.825                                                                        |
| 2.     | Arunachal Pradesh                  | 60                                                      | 467.511                              | 8                                         | 008 × 060 = 00.480                                                                        |
| 3.     | Assam                              | 126                                                     | 14.625.152                           | 116                                       | 116 × 126 = 14.616                                                                        |
| 4.     | Bihar                              | 243                                                     | 42.126.236                           | 173                                       | 173 × 243 = 42.039                                                                        |
| 5.     | Chhattisgarh                       | 90                                                      | 11.637.494                           | 129                                       | 129 × 090 = 11.610                                                                        |
| 6.     | Goa                                | 40                                                      | 795.120                              | 20                                        | 020 × 040 = 00.800                                                                        |
| 7.     | Gujarat                            | 182                                                     | 26.697.475                           | 147                                       | 147 × 182 = 26.754                                                                        |
| 8.     | Haryana                            | 90                                                      | 10.036.808                           | 112                                       | 112 × 090 = 10.080                                                                        |
| 9.     | Himachal Pradesh                   | 68                                                      | 3.460.434                            | 51                                        | 051 × 068 = 03.468                                                                        |
| 10.    | Jammu und Kashmir                  | 87                                                      | 6.300.000                            | 72                                        | 072 × 087 = 06.264                                                                        |
| 11.    | Jharkhand                          | 81                                                      | 14.227.133                           | 176                                       | 176 × 081 = 14.256                                                                        |
| 12.    | Karnataka                          | 224                                                     | 29.299.014                           | 131                                       | 131 × 224 = 26.334                                                                        |
| 13.    | Kerala                             | 140                                                     | 21.347.375                           | 152                                       | 152 × 140 = 21.280                                                                        |
| 14.    | Madhya Pradesh                     | 230                                                     | 30.016.625                           | 131                                       | 131 × 230 = 30.130                                                                        |
| 15.    | Maharashtra                        | 288                                                     | 50.412.235                           | 175                                       | 175 × 288 = 50.400                                                                        |
| 16.    | Manipur                            | 60                                                      | 1.072.753                            | 18                                        | 018 × 060 = 01.080                                                                        |
| 17.    | Meghalaya                          | 60                                                      | 1.011.699                            | 17                                        | 017 × 060 = 01.020                                                                        |
| 18.    | Mizoram                            | 40                                                      | 332.390                              | 8                                         | 008 × 040 = 00.320                                                                        |
| 19.    | Nagaland                           | 60                                                      | 516.499                              | 9                                         | 009 × 060 = 00.540                                                                        |
| 20.    | Odisha                             | 147                                                     | 21.944.615                           | 149                                       | 149 × 147 = 21.903                                                                        |
| 21.    | Punjab                             | 117                                                     | 13.551.060                           | 116                                       | 116 × 117 = 13.572                                                                        |
| 22.    | Rajasthan                          | 200                                                     | 25.765.806                           | 129                                       | 129 × 200 = 25.800                                                                        |
| 23.    | Sikkim                             | 32                                                      | 209.843                              | 7                                         | 007 × 032 = 00.224                                                                        |
| 24.    | Tamil Nadu                         | 234                                                     | 41.199.168                           | 176                                       | 176 × 234 = 41.184                                                                        |
| 25.    | Telangana                          | 119                                                     | 15.702.122                           | 132                                       | 119 × 132 = 15.704                                                                        |
| 26.    | Tripura                            | 60                                                      | 1.556.342                            | 26                                        | 026 × 060 = 01.560                                                                        |
| 27.    | Uttarakhand                        | 70                                                      | 4.491.239                            | 64                                        | 064 × 070 = 04.480                                                                        |
| 28.    | Uttar Pradesh                      | 403                                                     | 83.849.905                           | 208                                       | 208 × 403 = 83.824                                                                        |
| 29.    | Westbengalen                       | 294                                                     | 44.312.011                           | 151                                       | 151 × 294 = 44.394                                                                        |
| 30.    | Delhi                              | 70                                                      | 4.065.698                            | 58                                        | 058 × 070 = 04.060                                                                        |
| 31.    | Puducherry                         | 30                                                      | 471.707                              | 16                                        | 016 × 030 = 00.480                                                                        |
| Gesamt | Gesamt                             | 4.120                                                   | 549.302.005                          |                                           | 549.495                                                                                   |

Anmerkungen:

1. 1 2  Einige Bundesstaaten existierten im Jahr 1971 noch nicht bzw. hatten andere Grenzen als heute. Die Bevölkerungszahlen sind entsprechend auf die heutigen Grenzen umgerechnet.

### Stimmgewicht der Abgeordneten der Lok Sabha und Rajya Sabha
Das gesamte Stimmgewicht aller 4120 Abgeordneten der Bundesstaaten und Unionsterritorien beträgt zusammengenommen 549.474.
Das Stimmgewicht der insgesamt 776 Abgeordneten des gesamtindischen Parlaments (Lok Sabha 543 + Rajya Sabha 233) wird so berechnet, dass alle 776 Abgeordneten zusammengenommen möglichst genau dasselbe Stimmgewicht haben, wie die Abgeordneten der Bundesstaaten und Unionsterritorien.

“Each elected member of either House of Parliament shall have such number of votes as may be obtained by dividing the total number of votes assigned to the members of the Legislative Assemblies of the States [...] by the total number of the elected members of both Houses of Parliament, fractions exceeding one-half being counted as one and other fractions being disregarded.”

„Jedes gewählte Mitglied eines der beiden Häuser des Parlaments soll soviele Stimmen haben wie man erhält, wenn man die Gesamtzahl der Stimmen der Abgeordneten aus den Parlamenten der Bundesstaaten durch die Gesamtzahl der Mitglieder beider Häuser des Parlaments dividiert, wobei Nachkommastellen ab 0,5 aufgerundet und sonst abgerundet werden.“

Für das Stimmgewicht eines Abgeordneten aus Lok Sabha oder Rajya Sabha gilt damit:

{\displaystyle {\textrm {Stimmgewicht}}={\cfrac {\mbox{Stimmgewicht aller Abgeordneten der Bundesstaaten}}{\mbox{Zahl der Abgeordneten aus Lok Sabha und Rajya Sabha}}}={\cfrac {\mbox{549.495}}{\mbox{776}}}\approx 708{,}11}

Gerundet ergibt sich ein Stimmgewicht von 708 für jeden Abgeordneten der Lok Sabha oder Rajya Sabha. Die 776 Abgeordneten von Lok Sabha und Rajya Sabha haben damit ein Stimmgewicht von zusammen 776 × 708 = 549.408, was etwa dem Gesamt-Stimmgewicht der Abgeordneten aus den Bundesstaaten und Unionsterritorien entspricht.

## Unveränderte Stimmgewichte seit 1976
Die Stimmgewichte wurden zuletzt durch den 42. Verfassungszusatz (Amendment) aus dem Jahr 1976 für die einzelnen Bundesstaaten festgelegt und haben sich seitdem nicht geändert. Als Bezugspunkt wurde die Volkszählung aus dem Jahr 1971 genommen. Obwohl sich seitdem das Bevölkerungswachstum sehr unterschiedlich entwickelt hat, wurde keine Angleichung der Stimmgewichte entsprechend den neuen Volkszählungen vorgenommen. Dies geschah ausdrücklich in der Absicht, damit einen Anreiz für die Kontrolle des Bevölkerungswachstums zu schaffen. Bundesstaaten mit starker Bevölkerungszunahme sollten daraus nicht den Vorteil eines stärkeren politischen Gewichts ziehen können. Kleinere Änderungen ergaben sich nur dadurch, dass seit 1976 neue Bundesstaaten entstanden (Goa, Uttarakhand, Jharkhand, Chhattisgarh), bzw. Unionsterritorien ein Parlament erhielten (Delhi). Mit dem 70. Verfassungszusatz 1992 erhielten auch Abgeordnete von gesetzgebenden Versammlungen in Unionsterritorien (konkret betraf dies Delhi und Pondicherry) das Wahlrecht im Electoral College. Zuvor war dies nur den Abgeordneten von Bundesstaaten vorbehalten gewesen. Mit dem 84. Verfassungszusatz im Jahr 2002 wurde festgelegt, dass die Stimmgewichte weiterhin bis mindestens zum Jahr 2026 unverändert bleiben sollen. Nach ähnlichen Grundsätzen erfolgte auch die Zuteilung der Wahlkreise zu einzelnen Bundesstaaten (siehe Delimitation Commission of India).

## Praktische Durchführung der Präsidentenwahl durch das Electoral College
Die Mitglieder des Electoral College wählen üblicherweise entweder in Delhi (das trifft in der Regel für die Mitglieder des indischen Parlaments zu) oder an festgelegten Orten in ihren Heimatstaaten (das ist üblicherweise bei den Abgeordneten aus den Parlamenten der Bundesstaaten und Unionsterritorien der Fall).
Ein Kandidat gilt gewählt, wenn er mehr als die Hälfte der insgesamt abgegebenen Stimmen (das sind aktuell maximal – wenn alle wahlberechtigten Abgeordneten ihre Stimme abgeben – 1.098.882) erhalten hat.
Die Wahl erfolgt nach dem Wahlsystem Instant-Runoff-Voting, d. h. die Abstimmenden können auf dem Stimmzettel die Kandidaten nach Präferenzen markieren, beispielsweise bei 5 Kandidaten diese mit den Ziffern 1 bis 5 kennzeichnen, entsprechend der ersten bis fünften Präferenz. Bei der Stimmauszählung werden zunächst die Stimmen erster Präferenz ausgezählt. Erreicht kein Kandidat hier die absolute Mehrheit, wird der Kandidat mit den wenigsten Stimmen erster Präferenz von allen Stimmzetteln gestrichen und alle nachgeordneten Kandidaten rücken eine Stufe auf. Dann werden erneut die Stimmen erster Präferenz ausgezählt. Dieses Verfahren wird so lange wiederholt, bis ein Kandidat die Mehrheit der Stimmen erster Präferenz auf sich vereint hat. Dieses Wahlverfahren führt dazu, dass theoretisch auch ein Kandidat erfolgreich sein kann, der bei ausschließlicher Berücksichtigung der Erste-Präferenz-Stimmen nicht an erster Position liegt.